# República de Carolina del Sud
S'entén com a la República de Carolina del Sud a la nomenclatura que adquirí aquest mateix Estat de Carolina del Sud després de la seva secessió dels Estats Units d'Amèrica el 20 de desembre de 1860. Era el segon cop que aquest estat s'anomenava així, ja que existí una altra República de Carolina del Sud entre el 26 de març i el 4 de juliol de 1776, havent-se declarat independents unilateralment de l'Imperi Britànic.
Coneguda com a "Palmetto Republic", o República de l'Arecàcia, va prendre aquest arbre com a símbol, el qual el trobem en la seva bandera. El 8 de febrer de 1861 es va unir a altres Estats del Sud per a formar els Estats Confederats d'Amèrica, donant pas a la Guerra civil americana.

## Conjuntura i secessió
Carolina del Sud era un Estat totalment dependent de l'esclavitud; alhora, era una regió que defensava aferrissadament el federalisme i, per tant, el poder estatal, en contraposició a esmenes, com la que es suposava que el nou President dels Estats Units, Abraham Lincoln, volia tirar endavant per a abolir l'esclavatge a tots els Estats, com finalment faria a través de la Proclamació d'Emancipació. El procés que va acabar desembocant en l'escissió de l'Estat es comença a fer patent l'any 1850, quan es veu com des d'aquesta regió (i totes les altres d'economia esclavista) hi ha un gran èxode d'esclaus que escapen de les plantacions de treball cap al Nord. En veure que tot i promoure lleis, des de Washington no es feia res per a protegir l'economia dels Estats del Sud, a Carolina van començar a aparèixer moviments revolucionaris.
La situació va anar agreugant-se fins al moment de la secessió, basada en el fet que els blancs de Carolina del Sud veien a Lincoln com una amenaça; tenien por que els negres, que eren la majoria de la població, intentessin "africanitzar" el territori. Al mateix temps, seguien la veu d'un gran estadista, el vicepresident John C. Calhoun, que proposava a la Unió que fossin els Estats qui triessin si volien esclavitud en el seu territori o no; però amb la mort d'aquest el buit de poder el van ocupar els secessionistes, que van radicalitzar el discurs i van portar a l'Estat a convertir-se en República.
Després d'una convenció de governadors dels Estats del Sud, en la que sobretot Alabama i Mississipi van animar a la separació, Carolina del Sud va proclamar-se República independent a Charleston. Eren els últims dies en la presidència de James Buchanan, que va declarar il·legal aquest moviment però no va dur a terme cap acció per a impedir-ho.
El dia 4 de febrer aquesta República va assistir a la reunió dels nous Estats del Sud a Montgomery, on van aprovar la Constitució de la Confederació. 4 dies després Carolina del Sud passaria a ser un Estat Confederat, i veuria en el seu territori l'inici de la Guerra Civil, amb el setge al Fort Sumter.